# Рон (подгруппа языков)
Рон (также собственно рон; англ. ron proper) — подгруппа языков, входящая в состав группы рон западночадской подветви западночадской ветви чадской семьи. Область распространения — центральные районы Нигерии (штаты Плато, Насарава и Кадуна). Включает по разным данным от 5 до 8 языков, в числе которых рон, карфа, кулере и другие. Общая численность говорящих — около 200 000 человек.
В рамках группы рон (или группы A.4) подгруппа рон противопоставляется подгруппе фьер, представленной двумя языками — фьер и тамбас.
Наиболее распространённым по числу носителей и охвату ареала является язык/языковой кластер рон. В ряде классификаций идиомы кластера рон — бокос (боккос, чала), даффо-бутура, шагаву (мангуна, нафунфья) и мангар — рассматриваются как самостоятельные языки.
На языке рон развивается письменность на основе латиницы, остальные языки бесписьменные.

## Классификация
В классификации чадских языков, предложенной американским лингвистом П. Ньюманом, выделяется 6 языков подгруппы рон — карфа, кулере, рон (боккос, даффо), мундат, ша и шагаву.
Согласно классификации, представленной в справочнике языков мира Ethnologue, в составе подгруппы рон (собственно рон) выделяют 5 языков — дува (карфа), кулере, мундат, рон и ша. Идиомы алис и рон (алис и рун, боккос), лис ма рон (лис ма рун) (включая говоры кланов мангор, даффо, бутура и других) и шагау (малени, мангуна, нафунфья, шагаву) рассматриваются как диалекты в составе языка рон.
В классификации, основанной на работе Р. Бленча 2001 года (в базе данных по языкам мира Glottolog), в подгруппе языков рон помимо идиомов кластера рон сближаются языки дува (карфа) и мундат, а идиом мангар рассматривается как самостоятельный язык, отдельно от остальных идиомов кластера рон:
- кулере: камвай-мархай, рича, тоф;
- мангар;
- мундат-карфа:
  - дува (карфа);
  - мундат;
- рон: боккос (бокос), даффо-бутура;
- ша.

В классификациях афразийских языков Р. Бленча 2006 года (The Afro-Asiatic Languages. Classification and Reference List) и 2012 года (An Atlas of Nigerian Languages) подгруппа рон включает языки  боккос (бокос), даффо-бутура, ша, кулере, карфа, шагаву и мундат. В отдельный кластер рон Р. Бленч объединяет идиомы бокос (с диалектами боккос и барон), даффо-бутура (с диалектами даффо и бутура), мангуна, мангар и ша. Идиом ша, рассматриваемый чаще всего как самостоятельный язык, в указанной классификации включён в кластер рон, а мангуна и шагаву представлены как два различных идиома: первый — в составе кластера рон, второй — как отдельный язык.
Чешский лингвист В. Блажек выделяет в составе подгруппы рон следующие языки: даффо-бутура, ша, кулере, бокос (боккос), тамбас и чалла. В отличие от всех прочих классификаций в классификации В.Блажека язык тамбас включается в число языков подгруппы рон, а не фьер.
Под названием «чалла» выделяется один из идиомов кластера рон.
В классификации, опубликованной в работе С. А. Бурлак и С. А. Старостина «Сравнительно-историческое языкознание», и в классификации, опубликованной в статьях В. Я. Порхомовского «Чадские языки» и «Рон языки» (Лингвистический энциклопедический словарь), так же, как и в классификации В. Блажека, идиомы бокос, даффо-бутура и шагаву перечислены как самостоятельные языки. Кроме того, как два отдельных языка в издании «Сравнительно-историческое языкознание» указаны идиомы нафунфья и шагаву.

## Лингвогеография

### Ареал и численность
Область распространения языков подгруппы рон размещается в центральной Нигерии. Языки рон образуют компактный ареал, центральную и восточную часть которого занимают идиомы языка/кластера рон, а крайне западную — языки карфа, ша, мундат и кулере. С областью распространения языков рон со всех сторон, кроме западной, граничат ареалы близкородственных западночадских языков. На севере и северо-востоке к ареалам языков рон примыкает ареал языка сура (мвагхавул), на востоке — ареал языка чип, на юго-востоке — ареалы идиомов кластера кофьяр и ареал языка чакфем-мушере, на юге — районы с редким населением. На северо-западе с ареалами языков рон соседствует ареал бенуэ-конголезского платоидного языка гананг и ареал чересполосного расселения разноязычных этнических общностей, на западе с областью распространения языков рон граничат ареалы платоидных языков нунгу, хаша и бу, на юго-западе — ареал бенуэ-конголезского языка группы джарава мама и ареалы платоидных языков бо-рукул и хором. Согласно современному административно-территориальному делению Нигерии, ареал языков рон расположен в западной части штата Плато и в ряде районов штатов Насарава и Кадуна, сопредельных с Плато.
Общая численность говорящих на языках подгруппы рон по оценкам разных лет составляет около 200 000 человек. Наиболее распространённым по числу носителей является язык/кластер рон — 176 тыс. чел., 2006 (включая 20 тыс. носителей идиома шагаву). Число говорящих на языке кулере — 15 600 чел., 1990, на каждом из остальных языков подгруппы рон говорит не более 3 тыс. чел.: на языке ша — 3000 чел., 1998, на языке мундат — 1000 чел., 1998, на языке карфа — 800 чел., 1973.

### Социолингвистические сведения
Все языки подгруппы рон по степени сохранности относятся к так называемым стабильным языкам. Наиболее распространённым среди них по охвату территории и числу носителей является язык/кластер рон. В настоящее время на этом языке развивается письменность. Помимо устного бытового общения идиомы рон в той или иной степени выполняют и другие функции. В частности, они выступают как языки масс-медиа — на языках/диалектах рон транслируются радиопередачи. В то же время среди представителей народа рон широко распространяется двуязычие — в качестве второго языка используются  хауса, нигерийский пиджин, сура и фульбе (нигерийский фульфульде). Все остальные языки подгруппы рон являются малочисленными бесписьменными языками, используемыми исключительно для повседневного общения.